# Brooke Ballentyne

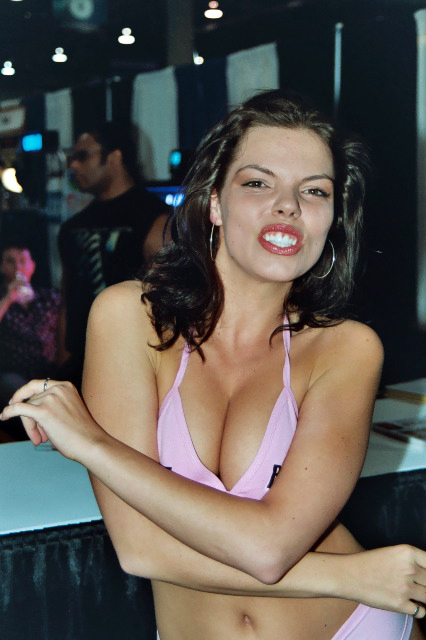
Brooke Ballentyne, 2003

Brooke Ballentyne (bürgerlich Crystal Yost, * 13. Juli 1982 in Charlotte, North Carolina) ist eine ehemalige US-amerikanische Pornodarstellerin.

## Leben
Brooke Ballentyne begann ihre Karriere im März 2002 und war bis 2004 aktiv. Laut IAFD hat sie in 65 Filmen mitgespielt. Sie war unter anderem in Barely Legal 37 und Service Animals 8 zu sehen. Weitere Künstlernamen von ihr sind Brooke Breedlove und Brooke Balentyne.
Brooke Ballentyne konnte 2004 zwei AVN Awards in den Kategorien Best Solo Sex Scene und Best Supporting Actress gewinnen.

## Filmografie (Auswahl)
- 2002: Service Animals 8
- 2003: Barely Legal 37
- 2003: Vivid Games
- 2004: My First Porno 1: Brooke
- 2005: Here’s The Thing About My Blowjobs
- 2007: Teeny Wet Panties

## Auszeichnungen
- 2004: AVN Award: Best Solo Sex Scene[1]
- 2004: AVN Award: Best Supporting Actress – Video in „Rawhide“[1]